# 奥田八二
奥田 八二（おくだ はちじ、1920年11月1日 - 2001年1月21日）は日本の政治家、社会学者。福岡県知事を3期12年にわたって務めた。九州大学名誉教授。
　

## 来歴
1920年（大正9年）、兵庫県で生まれる。龍野中学校、姫路高等学校 (旧制)を経て、1944年（昭和19年）に九州帝国大学（現・九州大学）法文学部を卒業し、九州大学で社会思想史の研究に取り組み教授に就任した。また、社会主義協会の発足や、炭鉱失業者の救済を目指した「黒い羽根運動」に参加した。1967年（昭和42年）の社会主義協会分裂では太田派に属し、知事退任後は『進歩と改革』（太田派『社会主義』後継誌）にたびたび寄稿した。
1983年（昭和58年）、当時の社会党や共産党の推薦を得て、自民党推薦の亀井光の5選を阻止すべく福岡県知事選に出馬した。折しも、福岡県知事公舎建設やハワイ州との姉妹縁組が高額すぎるなど、長期政権の問題が明るみになったこともあり、前年の1982年（昭和57年）から新聞各社が批判キャンペーンを展開していた。3月16日の公示直後は互角、選挙戦終盤は亀井やや有利とされたが、4月10日の選挙結果は奥田122万1,622票、亀井117万1，510票の約5万票差で、奥田は初当選した。しかし当選からわずか8日後の4月19日には、運動員だった大学講師が選挙期間中に福岡市内の寺院約20ヶ所に「お布施」として5,000円入りの封筒を置いていったとして、買収容疑で逮捕された。翌4月20日には、奥田の妻も「お布施」や「御仏前」として金銭を配っていたことが報じられ、4月29日には妻が公職選挙法違反で逮捕された。奥田の妻と兄は略式起訴され、略式命令（罰金20万円、公民権停止4年）を受けたほか、支持母体「清潔な県民本位の県勢をつくる会」の幹部や運動員だった市議会議員計7人も罰金と公民権停止の有罪判決を受けた。一連の「お布施事件」で、4月23日に初登庁した奥田は就任当初から革新姿勢に慎重となることを余儀なくされた。少数与党のため議会運営に苦しみ、議会の糾弾を浴びて野党である保守系議員の質問に激しく反論し、審議が徹夜になることもあった。知事としては九州で初となる情報公開条例の制定や北九州空港の建設、中洲の復興を目指したアクロス福岡の建設などを進め、開業後は理事長を務めた。また、当時の福岡県で他県よりも多かった生活保護費の不正受給問題などに手をつけている。
1987年（昭和62年）の知事選挙は、消費税導入問題が追い風となり、自民党推薦候補となった田中健藏九州大学総長との九大対決を制し再選した。保守系候補が分裂した1991年（平成3年）の知事選にも当選して三選したが、同和行政の進め方をめぐって社会党・共産党の共闘が崩れた事もあり、達成感を主な理由として4期目は出馬しなかった。在任中に旅費など県公費の不正支出が全国最高額に達していたことが退任後に発覚し、協力金名目で1,600万円を福岡県に支払っている。皮肉にも発覚のきっかけは、自ら制定した情報公開条例によりカラ出張の証拠となる書類が開示請求されたことであった。当時奥田は『西日本新聞』のインタビューに「わかってはいたが色々事情があってやむをえなかった」と答えて「革新知事でありながら県民感情とかけ離れた姿勢」と西日本新聞紙上で批判されている。なお、出馬のきっかけとなった知事公舎への入居は、最後まで拒否した。
1995年11月3日勲二等旭日重光章受章。晩年は入退院が続き、2001年1月21日に多臓器不全のため80歳で逝去。叙従三位。
2016年（平成28年）、奥田の自筆日記をはじめとした資料が九州大学大学文書館に寄贈され、奥田八二日記研究会による研究活動が行われている。

## 人物
議会では自民党と対立していたが、初当選の県議会議員が支援者の女性と共に知事室に見学しに来た時には、女性を知事のいすに座らせたり、「先生にはいつもお世話になっています」と議員を持ち上げて支援者を喜ばせたりしていた。
1期目の時点では次の知事選に立候補するか不明瞭だったが、1986年（昭和61年）秋に田中が立候補することが判明したため、奥田は再選を目指すこととなった。田中は、1983年に奥田が知事選に立候補する際に「学者人生を全うしたほうが良いですよ」と諭しており、その田中の立候補表明に「アドレナリンが出た」状態だったという。